# Jaroslav Seifert

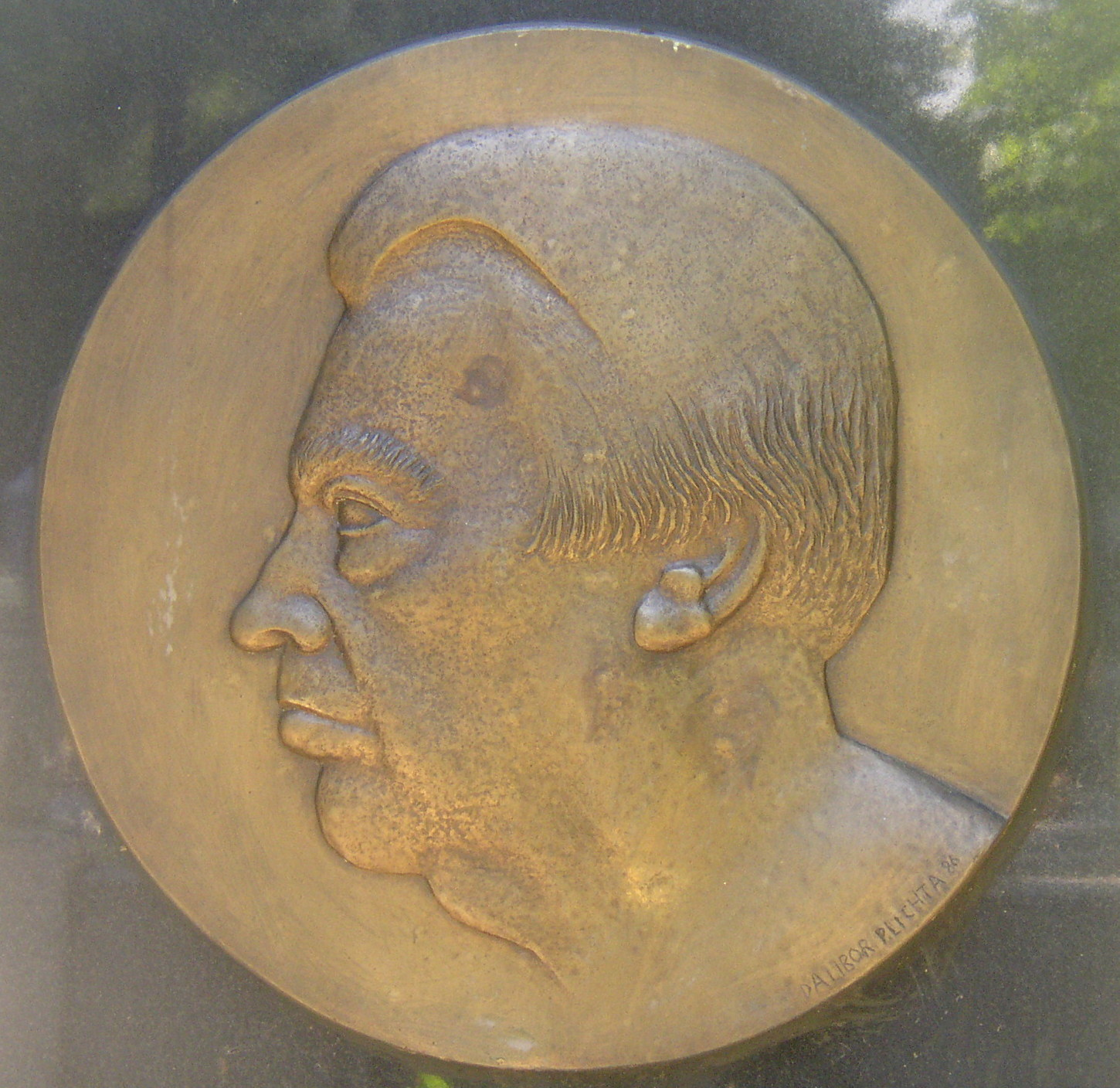
Wizerunek Jaroslava Seiferta na jego grobowcu w Kralupach n/Wełtawą

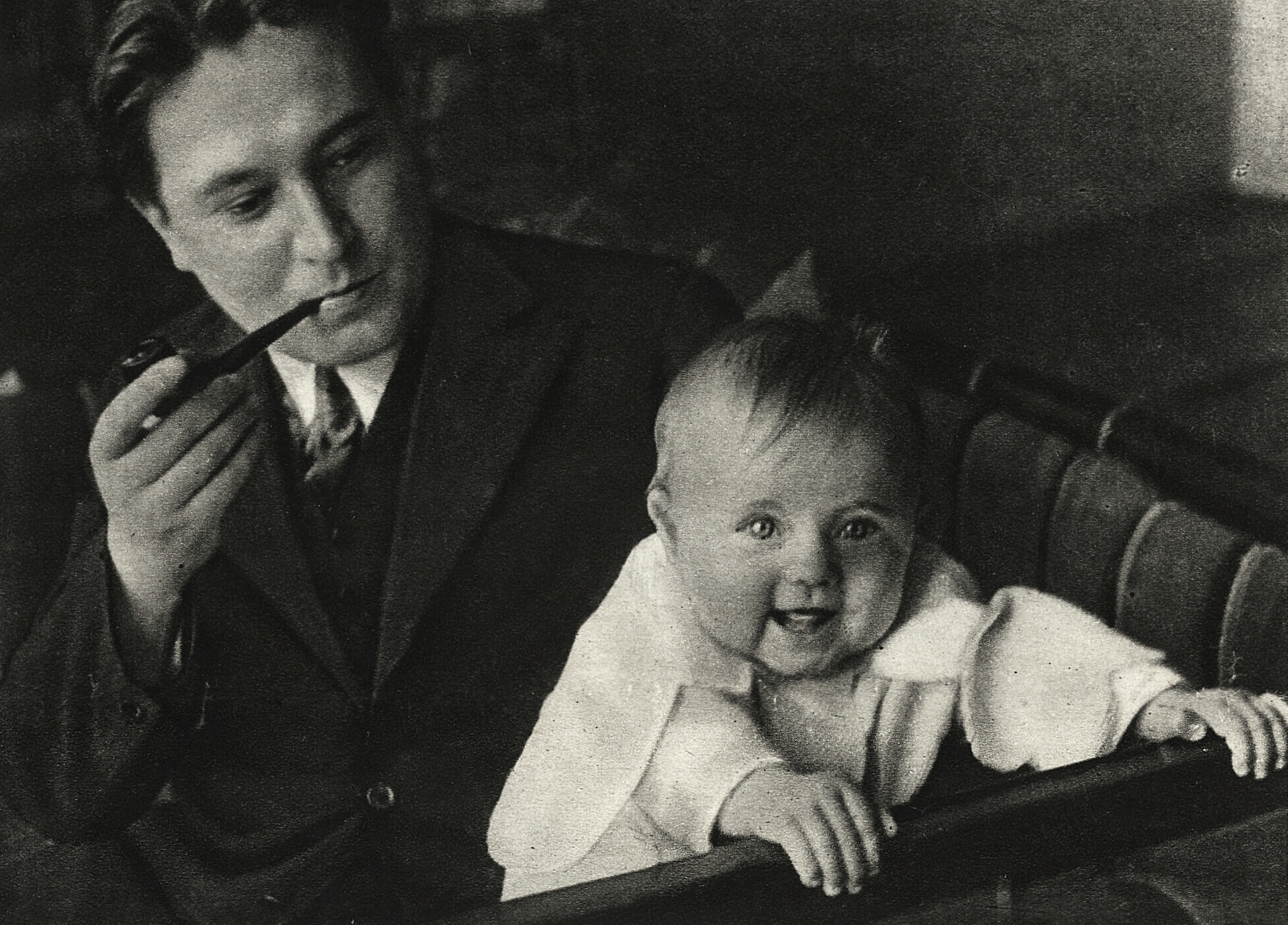
Poeta wraz z córką Janą

Jaroslav Seifert (ur. 23 września 1901 w Žižkovie (obecnie dzielnica Pragi), zm. 10 stycznia 1986 w Pradze) – poeta czeski, laureat Nagrody Nobla w dziedzinie literatury za rok 1984.

## Życiorys
Pochodził z rodziny robotniczej, pierwszy zbiór wierszy – Město v slzách wydał w 1921. W latach dwudziestych był członkiem Komunistycznej Partii Czechosłowacji, z której został usunięty w marcu 1929 po podpisaniu tzw. Manifestu Siedmiu z protestem przeciwko bolszewickiej tendencji w nowym kierownictwie KPCz. Później należał do Czeskiej Partii Socjaldemokratycznej i w latach 30. pracował w prasie powiązanej z tym stronnictwem. W 1936 otrzymał po raz pierwszy czechosłowacką nagrodę państwową. 
Podczas okupacji niemieckiej był redaktorem dziennika „Národní práce”, a po 1945 roku czasopisma związków zawodowych „Práce”. W latach 1945–1948 redagował miesięcznik literacki „Kytice”. W 1949 zmuszony do zaprzestania pracy dziennikarskiej, poświęcił się wyłącznie literaturze. Mimo iż krytykowany przez zwolenników socrealizmu, w 1955 został laureatem Nagrody Państwowej im. Klementa Gottwalda. W drugiej połowie lat 50. i do połowy lat 60. nie mógł jednak publikować. Kolejny tom wydał dopiero w 1965, a w 1967 otrzymał tytuł Artysty Narodowego. 
W 1961 Janina Brzostowska wybrała i przetłumaczyła na język polski a Państwowy Instytut Wydawniczy opublikował zbiór jego utworów lirycznych. 
Był zaangażowany w wydarzenia Praskiej wiosny. W latach 1968–1970 pełnił funkcję przewodniczącego Związku Pisarzy Czeskich (aż do jego rozwiązania przez władze). W 1968 po raz kolejny otrzymał czechosłowacką nagrodę państwową. W 1977 należał do sygnatariuszy Karty 77. W 1984 przyznano mu literacką Nagrodę Nobla.
W 1991 roku został pośmiertnie odznaczony Orderem Tomáša Garrigue Masaryka I klasy.

## Twórczość
- Miasto we łzach (1921)
- Sama miłość (1923)
- Na falach radiotelegrafu (1925)
- Słowik śpiewa marnie (1926)
- Gołąb pocztowy (1929)
- Gwiazdy nad Ogrodem Rajskim (1929)
- Jabłko z podołka (1933)
- Ręce Wenus (1936)
- Śpiewane wprost na maszynę rotacyjną (1936)
- Osiem dni (1937)
- Żegnaj, wiosno (1937)
- Zgasić światła (1938)
- Ubrana w światło (1940)
- Wachlarz Bożeny Niemcowej (1940)
- Kamienny most (1941)
- Hełm ziemi (1945)
- Poszedł w świat ubogi malarz (1949)
- Pieśń o Wiktorce (1950)
- Mozart w Pradze (1951)
- Petrin (1951)
- Mama (1954)
- Chłopiec i gwiazdy (1956)
- Koncert na wyspie (1965)
- Kometa Halleya (1967)
- Odlewanie dzwonów (1967)
- Pomnik moru (1971)
- Parasol z Piccadilly (1979)
- Kolumna wotywna (1981)
- Wszystkie uroki świata (1981)
- Być poetą (1983)

Na język polski tłumaczyli go m.in. Leszek Engelking, Józef Waczków, Marian Grześczak, Andrzej Czcibor-Piotrowski i Adam Włodek.